# Stenodynerus papagorum
Stenodynerus papagorum är en stekelart som först beskrevs av Henry Lorenz Viereck 1908.  Stenodynerus papagorum ingår i släktet smalgetingar, och familjen Eumenidae. Utöver nominatformen finns också underarten S. p. tinctifer.